# Бернхард Курциус
Бернхард Курциус (на немски: Bernhard Kurzius) е придворен ловец в свитата на княз/цар Фердинанд I и директор на Софийския зоопарк, от 1896 до 1931 година.

## Биография
Роден е на 4 май 1862 г. в Каленберг, близо до Кобург. Баща му е бил директор на малка зоологическа градина, собственост на херцог Ернст Кобургготски. След като завършва средното си образование, Бернхард започва да помага на баща си, което обуславя неговата бъдеща кариера.
Когато през 1887 г. Фердинанд е избран за княз, неговият приятел от ранна детска възраст Курциус е определен да го придружи. Назначен е за придворен ловец и първоначално осигурява безопасността на новия владетел по време на лов, както и го придружава при повечето му пътувания и екскурзии.
През 1896 г. е назначен на поста директор на Царската зоологическа градина (впоследствие Софийски зоопарк) поради несправяне със задълженията от страна на предния директор орнитолога Паул Леверкюн. Курциус съвместявал поста директор на зоологическата градина и поста главен организатор на ловуванията на царското семейство.
Почива на 4 април 1931 г. от продължително боледуване на възраст почти 69 години. Погребан е в парцел 18 на Централните софийски гробища.